# Janiópolis
Janiópolis est une municipalité brésilienne située dans l'État du Paraná.